# ناحیه تسل آم زه
ناحیه تسل آم زه (به آلمانی: Zell am See District) یک ناحیه در اتریش است که در زالتسبورگ واقع شده‌است. ناحیه تسل آم زه ۸۴٬۱۲۴ نفر جمعیت دارد.